# Electronic Meditation
 (janvier 2019).
Si vous disposez d'ouvrages ou d'articles de référence ou si vous connaissez des sites web de qualité traitant du thème abordé ici, merci de compléter l'article en donnant les références utiles à sa vérifiabilité et en les liant à la section « Notes et références ».
Albums de Tangerine Dream
Alpha Centauri
(1971)
Electronic Meditation est le tout premier album de Tangerine Dream, réalisé en février et mars 1970. Le groupe est alors composé d'Edgar Froese, Klaus Schulze et Conrad Schnitzler.
L'original a été édité en 1969 sur le tout jeune label OHR qui avait alors l'habitude d'ajouter un ballon de baudruche sur les premiers disques.
Cet album ne devait pas sortir mais devait servir de bande de démonstration. Rolf Ulrich Kaiser, propriétaire du label sort le disque avec une pochette qu'il décide seul, le tout sans aviser Edgar Froese et consorts. À la suite de la sortie de l'album, Edgar pensera que Klaus Schulze et Conrad Schnitzler ont donné ces bandes à Kaiser ce qui conduira à leur renvoi. En 1973, quand Edgar et Klaus se rencontrent, le malentendu est dissipé.
La musique jouée ici par le groupe diffère de ce qui a fait sa réputation. Tangerine Dream avait encore à l'époque une grosse influence krautrock, et la musique présente dans Electronic Meditation est ainsi moins électronique que ce qui suivra, puisque le trio n'avait pas encore introduit les synthétiseurs. Elle est également plus improvisée que par la suite.
Electronic Meditation a été enregistré dans une usine située à Berlin.

## Titres
| No | Titre                                                               | Durée |
| -- | ------------------------------------------------------------------- | ----- |
| 1. | Geburt (Genesis)                                                    | 6:00  |
| 2. | Reise durch ein brennendes Gehirn (Journey Through a Burning Brain) | 13:25 |
| 3. | Kalter Rauch (Cold Smoke)                                           | 11:00 |
| 4. | Asche zu Asche (Ashes to Ashes)                                     | 3:50  |
| 5. | Auferstehung (Resurrection)                                         | 3:40  |

## Musiciens

### Tangerine Dream
- Edgar Froese : guitare 6 et 12 cordes, orgue, piano, effets sonores, bandes magnétiques.
- Conrad Schnitzler : violon, violoncelle.
- Klaus Schulze : batterie, percussions, claves.

### Non crédités
- Jimmy Jackson ; orgue
- Thomas Keyserling : flûte